# Ratos de Porão
A Ratos de Porão brazil hardcore punk/crossover thrash/punk rock/d-beat/thrash metal együttes.

## Története
1981-ben alakultak meg São Paulo-ban. Zenei hatásaikként a GBH, Discharge, The Varukers, Anti-Cimex és Kaaos együtteseket tették meg. Első lemezüket 1984-ben adták ki. Joao Gordo énekes egy "Legendários" című humoros műsort is vezetett a RecordTV-n,illetve egy YouTube-csatornája is van, amelyen vegán ételeket főz és talk-show-t vezet. Az együttes "RxDxPx" néven is ismert a rajongók által. Nagyrészt portugál nyelven énekelnek, de angol nyelvű számaik is akadnak. Nevük portugálul "földszinti patkányokat" jelent. Gordo 2019-ben tüdőgyulladással kórházba került, így a zenekar lemondta európai turnéját.

## Tagok
- Joao Carlos Molina Esteves - gitár (1981-)
- Joao "Gordo" Francesco Benedan - ének (1983-)
- Maurício Alves Fernandez - dob (1991-)
- Paulo Sergio Sangiorgio Júnior - basszusgitár (2004-)

## Korábbi tagok
- Chiquinho - ének (1981)
- Roberto Massetti - dob (1981-1983)
- Jarbas Alves - basszusgitár (1981-1983)
- Rinaldo Amaral - gitár (1992)
- Nelson Evangelista Jr. - dob (1986-1991)
- Walter Bart - basszusgitár (1993-1994)
- Raffael Picoli Lobo - basszusgitár (1995-1999)
- Christian Wilson - basszusgitár (2000-2004)

## Diszkográfia
- Crucificados pelo Sistema (1984)
- Descanse em Paz (1986)
- Cada Dia Mais Sujo e Agresivo (1987)
- Brasil (1989)
- Anarkophobia (1991)
- Just Another Crime...in Massacreland (1994)
- Feijoda Accidente? (brazil kiadás - 1995, nemzetközi kiadás - 1999)
- Carniceria Tropical (1997)
- Sistemados pelo Crucifa (2000)
- Guerra Civil Canibal (2002)
- Onisciente colectivo (2002)
- Homem Inimigo do Homem (2006)
- Ratos de Porão / Looking for an Answer (2010)
- Século Sinistro (2014)
- Necropolítica (2022)

## Egyéb kiadványok
Válogatáslemezek
- Sub (1982)
- Sanguinho Novo... Arnaldo Baptista Revisitado (1989, a "Jardim Elétrico" dallal közreműködtek)
- World Class Punk (1984)
- Ataque sonoro (1985)
- Periferia - 1982 (1999)
- Só crássicos (2000)
- South America in Decline (2000)
- No Money, No English (2012)

Koncertalbumok
- O começo do fim do mundo (1982)
- Ratos de Porão/Cólera ao vivo no Lira Paulistana (1985)
- RDP ao vivo (1992)
- Ao vivo no CBGB (2003)